# Manuela Inés Rausell i Soriano
Manuela Inés Rausell i Soriano   (València, 21 de gener de 1839 - 1918) va ser una escriptora i poeta valenciana del segle xix (el seu primer cognom es pot trobar tant amb la grafia «Raussell» com «Rausell». El seu nom també apareix citat com a Manuela Agnès Rausell i Soriano).
Va néixer a València el 21 de gener de 1839.Va col·laborar en nombroses publicacions periòdiques valencianes, com Las Provincias, Valencia Ilustrada, La Ilustración Popular, El Zuavo, La Antorcha, La Lealtad, La Unión Católica, El Consultor, Valencia, Revista del Turia i El Comercio. En 1886 va ser nomenada reina dels Jocs Florals organitzats per Lo Rat Penat. Autora d'obres com Centelles i Solers o un amor entre dos odis, va morir en 1918.